# Популістська партія (США)
Наро́дна па́ртія (англ. People's Party), яка також була відомою і пресі як Популістська партія (англ. Populist Party) — ліво-популістська політична партія в США, що існувала наприкінці XIX — початку XX століття і кілька разів брала участь у президентських виборах США як "третя партія". Представники партії називалися популістами.
Партія орієнтувалася на фермерів і найманих робітників, а її члени вважали, що в США панує «влада грошей», і що реальна влада належить банкам і великим корпораціям, які контролюють уряд та економіку. Виступала за ліві рішення, зокрема зміцнення профспілок, розпуск трестів та націоналізацію залізниць. Партія також використовувала гучні гасла, такі як "величезна змова" еліт "проти людства", що вплинуло на становлення зневажливого значення слова "популізм".

## Історія
Партію заснували 19 травня 1891 року учасники фермерських альянсів та «Ордену лицарів праці», послідовники Генрі Джорджа і Едварда Белламі та колишні члени Партії грінбекерів на з'їзді в Цинциннаті. Загалом на з'їзді були присутні понад 1400 делегатів із 33 штатів та територій. У липні наступного року Національний конвент популістів затвердив програму партії, орієнтовану переважно на мале й середнє фермерство. Вимоги партії включали ведення (поряд із золотим) срібного валютного стандарту в розрахунку на випуск великої кількості «дешевих» грошей для кредитування фермерів та полегшення їхніх боргових виплат; ліквідацію приватних банків як організацій, які незаконно привласнили право на емісію національної валюти; зниження чинних податків та запровадження прогресивної шкали оподаткування; вилучення надлишків землі в корпорацій та її перерозподіл на користь незаможних поселенців; націоналізацію залізниць, телеграфу та телефону; прямі вибори сенаторів до Конгресу США; 8-годинний робочий день.
1892 року висунула Джеймса Уівера як свого кандидата в президенти і отримала голоси виборців із 6 штатів — Канзасу, Колорадо, Невади, Айдахо, Орегона та Північної Дакоти, набравши більше мільйона голосів, що було найкращим результатом в історії партії. На 1894 рік отримала 7 місць у Палаті представників, 6 місць у Сенаті США та кілька сотень місць у законодавчих зборах південних та західних штатів. 1896 року підтримала кандидата від Демократичної партії США Вільяма Дженнінгса Брайана, який включив до своєї програми тезу про випуск «дешевих» грошей, що послабило самостійність популістів і позбавило підтримки південних афроамериканців. До 1910 Популістська партія припинила існування.
В Айдахо, Небрасці та Орегоні вона підтримувала демократичних губернаторів, а в Північній Кароліні вона підтримувала республіканських губернаторів. У партії брали участь афро-американці та жінки. Виражала інтереси фермерів західних штатів12[джерело?].
Неуспіх партії пояснюють вузькою соціальною базою, недостатньою увагою до інтересів малого промислового бізнесу та пролетаріату та нездатністю мобілізувати широкі верстви протестного електорату, хоча низку її вимог все ж було виконано.

## Учасники виборів
| Рік  | Номінанти на пост президента | Звідки       | Чим займався раніше                                                                             | Номінанти на пост президента | Звідки    | Чим займався раніше            | Голоси                              | Примітки |
| ---- | ---------------------------- | ------------ | ----------------------------------------------------------------------------------------------- | ---------------------------- | --------- | ------------------------------ | ----------------------------------- | --- |
| 1892 | Джеймс Бейрд Вівер           | Айова        | Член палати представників США від Айови Номінант на президентську посаду від партії Грінбекерів | Джеймс Філд                  | Вірджинія | прокурор Вірджинії (1877-1882) | 1026595 (8,5%) голосів виборців     | Виграв кілька штатів, з них у Неваді 65%                                                                           |
| 1896 | Вільям Бріан                 | Небраска     | член палати представників                                                                       | Томас Вотсон                 | Джорджія  | член палати представників      | 222 583 (1,6 %) 27 голосів виборців | Популісти номінували Бріана як президента, проте номінували окремо свого кандидата Вотсона посаду віце-президента. |
| 1900 | Уортон Беркер                | Пенсільванія | фінансист                                                                                       | Ігнатіус Доннелі             | Міннесота | лейтенант-губернатор Міннесоти | 50989 (0,4%) 0 голосів вибірників   | Найкращий результат партія здобула в Техасі з 5 %                                                                  |
| 1904 | Томас Вотсон                 | Джорджія     |                                                                                                 | Томас Тіблс                  | Небраска  | журналіст                      | 114 070 (0,8%) 0 голосів вибірників | Найкращий результат у Джорджії – 17,3 %                                                                            |
| 1904 | Томас Вотсон                 | Джорджія     |                                                                                                 | Самуїл Вільямс               | Індіана   | суддя                          | 28 862 (0,2%) 0 голосів вибірників  | Найкращий результат партія отримала в Джорджії - 12,6%.                                                            |

| Рік виборів | Палата представників | Палата представників | Сенат | Сенат |
| Рік виборів | зміна                | +/-                  | зміна | +/-   |
| ----------- | -------------------- | -------------------- | ----- | ----- |
| 1890        | 8                    | Нова                 | 2     | Нова  |
| 1892        | 11                   | ▲ 3                  | 3     | ▲ 1   |
| 1894        | 9                    | ▲ 2                  | 4     | ▼ 1   |
| 1896        | 22                   | ▲ 13                 | 5     | ▲ 1   |
| 1898        | 6                    | ▼ 16                 | 4     | ▼ 1   |
| 1900        | 5                    | ▼ 1                  | 4     | ▼ 1   |
| 1902        | 0                    | ▼ 5                  | 0     | ▼ 2   |

## Відомі члени
- Френк Стюненберг[en] — губернатор Айдахо.
- Девіс Генсон Вейт[en] — губернатор Колорадо.
- Едвард Ґілберт[en] — віце-губернатор Небраски.
- Генрі Вайз Вуд[en] — генеральний секретар партії фермерів Альберти.